# Thèque (corail)
Pour les articles homonymes, voir Thèque (homonymie).
Le thèque (aussi appelé mur ou muraille) est, chez les coraux durs, le nom de la paroi du corralite.

## Description
Le thèque est fait d'aragonite, un cristal de carbonate de calcium.